# Viktor Rausch
Viktor Rausch (Colònia, 19 d'octubre de 1904 - 1 d'abril de 1985) fou un ciclista alemany, professional des del 1927 fins al 1947. Va ser una de les primeres estrelles de les curses de sis dies, juntament amb Gottfried Hürtgen.

## Palmarès en pista
- 1928
  - 1r als Sis dies de Colònia (amb Gottfried Hürtgen)
- 1930
  - 1r als Sis dies de Colònia (amb Gottfried Hürtgen)
  - 1r als Sis dies de Berlín (amb Gottfried Hürtgen)
  - 1r als Sis dies de Dortmund (amb Gottfried Hürtgen)
- 1931
  - 1r als Sis dies de Stuttgart (amb Gottfried Hürtgen)
- 1933
  - 1r als Sis dies de Frankfurt (amb Jan Pijnenburg)
- 1934
  - 1r als Sis dies de Berlín (amb Walter Lohmann)
  - 1r als Sis dies de Copenhaguen (amb Willy Falck Hansen)